# Емре Ашик
Емре Ашик (тур. Emre Aşık, нар. 13 грудня 1973, Бурса) — турецький футболіст, що грав на позиції захисника.
Є одним з небагатьох гравців, хто свою кар'єру встиг зіграти за всіх трьох грандів турецької першості: «Фенербахче», «Бешикташ» та «Галатасарай», а також національну збірну Туреччини, з якою ставав бронзовим призером чемпіонату світу 2002 року та Європи 2008 року.
Протягом усієї своєї кар'єри Ашик був відомий як жорсткий захисник, за що отримав багато попереджень та вилученень — 108 жовтих і 13 червоних карток у чемпіонаті Туреччині.

## Клубна кар'єра
У 1991 році випустився з академії клубу «Сенмез Філаментспор», і підписав з ним контракт. У тому ж 1991 році він дебютував у Третій лізі чемпіонату Туреччини, де відразу завоював місце в основі і потрапив у блокноти до скаутів. Через рік він вже успішно захищав кольори клубу другої ліги «Баликесірспор». 
У 1993 році Емре перейшов в «Фенербахче», дебютувавши за нього у Турецькій Суперлізі 29 серпня 1993 року в матчі проти «Алтаю», вийшов в основному складі і був вилучений. У сезоні 1995/96 років допоміг «канаркам» здобути чемпіонство, проте зіграв лише у 4 матчах чемпіонського сезону, через що по його завершенні перейшов в «Істанбулспор». За чотири роки в «Істанбулспорі» ніяких особливих досягнень не здобув. Ашик також забив шість голів за клуб, причому всі шість прийшлися на останній сезон, 1999/00
У 2000 році новоспечений володар Кубка УЄФА стамбульский «Галатасарай» придбав Емре, з яким виграв Суперкубок УЄФА в тому ж році, а ще через рік Ашик став з «левами» чемпіоном Туреччини, вдруге у своїй кар'єрі. Проте цього разу він був важливим гравцем команди, зігравши того сезону у 27 матчах Суперліги.
У 2003 році Ашик перейшов в «Бешикташ», але основним гравцем не став і в 2005 знову повернувся в «Галатасарай», вигравши 2006 року з ним черговий чемпіонський титул. Сезон 2007/08 років провів в оренді за «Анкараспор». У сезоні 2008/09 років повернувся до «Галатасараю» і став володарем Суперкубка Туреччини, відіграв 20 матчів і забив 1 м'яч, отримав 10 попереджень та 1 разу був видалений з поля. Завершив професійну кар'єру футболіста виступами за команду «Галатасарай» у 2010 році.

## Виступи за збірну
27 жовтня 1993 року дебютував в офіційних матчах у складі національної збірної Туреччини грою проти збірної Польщі, відіграв весь матч і заробив жовту картку. 
Першим великим турніром для гравця став чемпіонат світу 2002 року в Японії і Південній Кореї, куди він поїхав у статусі дублера пари Алпай Озалан—Бюлент Коркмаз, тому зіграв лише у двох матчах групового етапу проти Коста-Рики (1:1) і Китаю (3:0). В обох матчах Ашик отримав по жовтій картці, через що змушений був пропустити матч 1/8 фіналу проти Японії. В підсумку на тому турнірі Ашик більше не грав, але став з нею бронзовим призером турніру, що є найвищим досягненням збірної в історії.
Через шість років Емре поїхав і на чемпіонат Європи 2008 року в Австрії та Швейцарії, де провів 4 матчі проти збірних Португалії, Швейцарії, Чехії і Хорватії, відіграв 292 хвилини і заробив 2 жовті картки, а команда стала півфіналістом турніру
Загалом протягом кар'єри у національній команді, яка тривала 18 років, провів у формі головної команди країни 34 матчі, забивши 2 голи.

## Титули і досягнення
- Чемпіон Туреччини (3):

«Фенербахче»: 1995–96
«Галатасарай»: 2001–02, 2005–06
- Володар Суперкубка Туреччини (1):

«Галатасарай»: 2008
- Володар Суперкубка УЄФА (1):

«Галатасарай»: 2000
- Чемпіон Європи (U-18): 1992
- Переможець Середземноморських ігор: 1993
- Бронзовий призер чемпіонату світу: 2002